# Приховане життя (фільм, 2019)
Приховане життя (англ. A hidden life) — драматичний фільм режисера Терренса Маліка, заснований на фактах життя Франца Єгерштеттера. Фільм вперше представлений 19 травня 2019 року на Каннському кінофестивалі.

## Сюжет
Франц Єгерштеттер мешкає у невеликому австрійському містечку. Його життя присвячено родині та щоденній роботі: посівній, жнивам, догляду за худобою.
Та одного разу його відправляють на базову армійську підготовку і він кілька місяців перебуває вдалі від родини.
В цей час триває війна, але після поразки Франції рідні сподіваються на його скоре повернення. Франц невдовзі дійсно повертається додому та свого звичного життя.
Він постійно думає про війну, яку розпочала влада Третього Рейху, вважаючи її несправедливою та загарбницькою. Франц також проти героїзації церквою солдатів Вермахту. Натомість справжніми героями на його думку є ті, хто боронить свою Батьківщину від загарбників. З цими думками він звертається до місцевого священика за порадою. Вражений їх сміливістю, священик влаштовує Францу зустріч з єпископом, який радить йому підкоритися владі, проте Франц залишається при своїй думці.
Отримавши повістку до війська, він спочатку відмовляється прибути до збірного пункту. Через антивоєнну позицію, Франц та його родина піддаються остракізму з боку місцевих жителів. Задля нормального життя дружини та доньок, він вирішує йти до війська, але проходити службу у шпиталі, не беручи до рук зброї.
На збірному пункті в нього та інших новобранців вимагають складання присяги на вірність А. Гітлеру та Третьому Рейху, від чого Франц категорично відмовляється.
Через відмову у присязі та подальшої служби у збройних силах, його ув'язнюють. Чекаючи суду, Франц переписується із своєю дружиною. Віра у Бога та її підтримка надають йому сили відстоювати свої переконання.
На суді Франца визнають винним у державній зраді та засуджують до страти.

## Сприйняття
Після виходу у прокат фільм отримав схвальні відгуки. Так, за відгуком BBC, фільм «пропонує серйозні роздуми про силу віри, любові та природи, щоб підтримати вас у найгірших ситуаціях».
На думку, викладену виданням «Лівий берег», все у фільмі підкреслює «важливість віднайдення чогось всередині себе такого, що не дасть тобі вчинити зло».

## Відзнаки та нагороди
Фільм був представлений до нагород у 35 номінаціях, отримав 8 перемог, серед яких:
- Нагорода фільм «Особливий погляд» та приз екуменічного журі на Канському міжнародному кінофестивалі, 2019[6];
- Нагорода Національної ради кінокритиків США у категорії «Кращий незалежний фільм», 2019[7];
- Премія Асоціації кінокритиків Остіна (AFCA), 2019[8];
- Нагорода кінокритиків затоки Сан-Франциско (SFBAFCC) у категорії «Найкраща операторська робота», 2019[9];
- Нагорода Міжнародного товариства кіно любителів у категорії «Краща оригінальна музика», 2020[10].